# ЮНЕСКО
Организацията на обединените нации за образование, наука и култура, ЮНЕСКО (на английски: United Nations Educational, Scientific and Cultural Organization, UNESCO; на френски: Organisation des Nations unies pour l’éducation, la science et la culture), е специална организация на ООН, учредена на 16 ноември 1945 г., за да насърчава сътрудничеството между нациите в областта на образованието, науката, културата и комуникациите. Чрез такива кооперативни усилия, ЮНЕСКО се надява да насърчи универсалното зачитане на справедливостта, законите, човешките права и основните свободи. Мотото на организацията гласи, че „мирът е създаден, не за да се нарушава, а за да подпомага интелектуалната и нравствената солидарност на човечеството“. Целта на организацията е да изгради мира в умовете на хората чрез образованието, науката, културата и комуникациите.
Уставът ѝ е приет на Лондонската конференция през ноември 1945 г. и влиза в сила на 4 ноември 1946 г. след подписването му от 20 държави – Великобритания, Нова Зеландия, Саудитска Арабия, Република Южна Африка, Австралия, Индия, Мексико, Франция, Доминиканска република, Турция, Египет, Норвегия, Канада, Китай, Дания, Съединени американски щати, Чехословакия, Бразилия, Ливан, Гърция. Членове на организацията са 193 държави. Главният щаб се намира в Париж, ръководи различни образователни, научни и културни програми. Над 60 клона в световен мащаб си обменят информация. Това са офиси и няколко института и центрове, като Статистическият институт в Монреал или Международното бюро по въпросите на образованието в Женева. Предшественик на ЮНЕСКО е Международната комисия за интелектуално сътрудничество, учредена през 1921 г. в рамките на предшественика на ООН – Общността на нациите. В комисията са участвали известни личности като Алберт Айнщайн, Мария Кюри, Анри Бергсон, Томас Ман и Бела Барток. Проектите, които са спонсорирани от ЮНЕСКО, включват международни научни програми; технически, тренировъчни и научнообразователни програми за учители, както и програми за повишаване на грамотността; районни и културни проекти по история и международни споразумения за сътрудничество в опазването на културното и природното наследство на света и на човешките права.
България се присъединява към ЮНЕСКО на 17 май 1956 г. През 2007 г. страната стана член на Изпълнителния съвет на ЮНЕСКО. Член е на два междуправителствени комитета: Програма МОСТ и Международна хидроложка програма. Страната е подписала Конвенцията за опазване на световното културно и природно наследство, Конвенцията за опазване на подводното наследство, Конвенцията за опазване на нематериалното културно наследство, Конвенцията за опазване и насърчаване на многообразието от форми на културно изразяване, Конвенция за борба с дискриминацията в областта на образованието. В Списъка на световното наследство са 9 културни и природни паметници от България, имащи изключителна световна стойност: Мадарският конник, Боянската църква, Казанлъшката гробница, Старият град на Несебър, Рилският манастир, Скална църква в Иваново, Тракийската гробница в Свещари, Национален парк Пирин и Резерватът Сребърна.

## Устройство на ЮНЕСКО
Организацията има 193 члена. Върховният орган на ЮНЕСКО е Генералната конференция, която се свиква на всеки две години. Състои се от по един представител за всяка държава членка. Изпълнителният комитет се състои от 58 члена, които се избират за четиригодишен период и секретариат, оглавен от генерален директор. Генерален директор е французойката Одре Азуле. Те съвместно осъществяват програмите на организацията. След изменения в Устава на ЮНЕСКО от 1993 г. в ИС се избират държави, а не отделни личности – представители на съответните страни. Националните комисии и съдействащите групи от държавите членки, действат като връзки между ЮНЕСКО и националните образователни, научни и културни организации. ЮНЕСКО се опитва да подпомогне световния мир, като насърчава свободната размяна на идеи, културни и научни постижения и подобрява образованието.

## Проекти на организацията
След Втората световна война ЮНЕСКО работи за възстановяването на образователните системи на страните, опустошени от войната, попълвайки колекциите на библиотеки и музеи. От 1950 г. организира проекти за развитие на основното образование в Латинска Америка, Азия и Африка, насърчава културния обмен между Изтока и Запада, инициира преводите на важни писания, текстове и исторически документи. Най-важната и широкообхватна програма на ЮНЕСКО засяга проблема с основното образование – учи хората да четат и пишат, да решават проблемите на околната среда. Основани са центрове, обучаващи учители, в Камбоджа, Индия, Южна Корея, Либерия, Тайланд и Турция, а центрове за основно образование – в Латинска Америка и в Близкия изток.
През 1959 г. ЮНЕСКО създава международен комитет за запазване и възстановяване на световното културно наследство. Конкретният повод е необходимостта от запазване на египетските паметници, попадащи в района на строежа на Асуанската язовирна стена. За целта е основан и специален фонд, а впоследствие през 1972 г. се приема и международна Конвенция за опазване на световното културно и историческо наследство. Обектите от този списък са световно признати забележителности и експерти от цял свят организират усилията си за тяхното съхранение за следващите поколения. Един от примерите за това е успешното спасяване на важни паметници, например прочутите храмове Абу Симбел на Рамзес II.

## Бюджет
ЮНЕСКО развива подходи и методи за решаване на проблеми, очертава по-нататъшното развитие и не се занимава с предоставянето на финансова помощ. В тази връзка, бюджетът на организацията е скромен. Бюджетът на ЮНЕСКО се одобрява на всеки две години в Генералната конференция. Той отразява средносрочната стратегия на организацията, изработвана за шест години, и разпределението на средствата по основните направления на дейност през следващите две години. Последният шестгодишен план обхваща периода от 2008 до 2013 г. Бюджетът за 2010 – 2011 г. е втората част на съществуващата стратегия. Бюджетът за 2012 – 2013 г. е утвърден на Генералната конференция на ЮНЕСКО през август 2011 г.

### Постъпления в бюджета
Редовният бюджет на организацията се състои от вноски на държавите членки. Вноските са установени от Генералната конференция по съответна ска̀ла. Тя се основава на аналогична ска̀ла за страните–членки на ООН, като се отчитат различията в членството, в частност се създават подобни максимални и минимални ставки.
В доклад, представен пред Конгреса на САЩ през 2006 г., се посочва, че мащабът се основава главно на брутния вътрешен продукт. Посочено е, че ска̀лата не отразява настоящото положение на страните, по-специално значителния ръст на БВП на Китай. В доклада се изказва предложение за използването на други икономически показатели, за да се определи нова ска̀ла, по-специално паритета на покупателната способност.
В ЮНЕСКО работи комбинирана система на плащане на таксите, въведена на 24-та сесия на Генералната конференция. Тя е свързана с колебанията на валутните курсове и дава възможност за плащане на членския внос в американски долари, евро и други валути. Възможността за плащане на вноските в различни валути зависи и от нуждите на организацията от тези валути за провеждането на различни програми. Валутния курс на еврото спрямо американския долар за периода 2010 – 2011 г. е създаден от ЮНЕСКО, като 1 $ = 0.869 €.
Сред задачите на секретариата на ЮНЕСКО е и привличането на извънбюджетни средства. Средствата се набират чрез доброволни дарения от държави-дарителки и международни организации и фондации, включително и Програмата за развитие на ООН, Фонда за населението на Организацията на обединените нации (UNFPA), Програмата на ООН за околната среда (UNEP), Световната банка. Коичиро Мацуура, генерален директор на ЮНЕСКО, в интервю за списание „Международен живот“ през юни 2009 г., назовава четири източника на извънбюджетни средства: международни агенции, двустранни дарители, гражданското общество и частни инвеститори.
Редовният бюджет на ЮНЕСКО за 2010 – 2011 г. възлиза на 653 млн. долара, докато размерът на извънбюджетните средства достигна 462 751 400 долара. Основните държави-дарителки са САЩ (22%), Япония (12,531%), Германия (8.019%), Великобритания (6.605%) и Франция (6,124%).
На 1 ноември 2011 г. говорителят на Държавния департамент на САЩ – Виктория Ноланд, заявява, че САЩ прекратява финансовата подкрепа за ЮНЕСКО, в отговор на решението на организацията да приеме Палестинската автономия в състава си. Постъпленията от САЩ са 70 милиона долара на година. На 2 ноември Израел, Австралия, Полша и Канада също спират финансовата подкрепа на ЮНЕСКО, в отговор на решението на организацията.
На 12 октомври 2017 г. Държавният департамент на САЩ уведомява генералния директор на ЮНЕСКО Ирина Бокова за решението на Съединените щати да се оттеглят от организацията и да създадат постоянна комисия за наблюдение към ЮНЕСКО. Решението влиза в сила на 31 декември 2018 г. Държавата Израел постъпва по същия начин.
Съединените щати заявяват намерението си да се присъединят отново към ЮНЕСКО през 2023 г., 5 години след напускането си, и да платят своите 600 милиона долара закъснели задължения. Съединените щати са приети отново от Генералната конференция на ЮНЕСКО през юли същата година. Те обаче се оттеглят отново, считано от декември 2026 г.

## Затруднения в организацията и реформиране
През 1970-те и 80-те години ЮНЕСКО изпада в затруднение заради обвинение на комунистическите и т.нар. необвързани страни срещу Новия световен информационен ред, според който информацията трябва да е обща и всеки да има равен достъп до нея. САЩ, Великобритания и Сингапур оттеглят своето членство през 1984, 1985 и 1986 г., обвинявайки ЮНЕСКО в бюджетно разточителство и прахосничество, както и в опит да се разруши свободата на пресата. Според тях ЮНЕСКО се е превърнала в платформа за пропаганда на комунизма и заедно с бившия Съветски блок и страните от Третия свят са се обединили срещу Запада.
Всичко това довежда до значителни последици за организацията. Намалени са отделяните средства, съкратени са повече от половината директори и са премахнати много длъжности.
До средата на 90-те години въпреки това ЮНЕСКО помага на европейските журналисти да се адаптират към свободната преса. Великобритания се присъединява отново през 1997 г., а САЩ се връщат през 2003 г.
През 1956 г. Република Южна Африка решава, че ЮНЕСКО се намесва в „расовите проблеми“ на страната и оттегля своето членство, като се връща в нея едва през 1994 г., когато на власт идва Нелсън Мандела.

## Декларации, приети от Генералната конференция на ЮНЕСКО
- Всеобщата декларация за биоетиката и човешките права – 19 октомври 2005
- Декларация относно умишленото унищожаване на културното наследство – 17 октомври 2003
- Международната декларация за правата на генетични данни – 16 октомври 2003
- Харта за опазване на дигиталното наследство – 15 октомври 2003
- Всеобщата декларация на ЮНЕСКО за културното многообразие – 2 ноември 2001
- Всеобщата декларация за човешкия геном и правата на човека – 11 ноември 1997
- Декларация относно отговорностите на настоящите поколения към бъдещите поколения – 12 ноември 1997
- Декларацията за принципите на толерантността – 16 ноември 1995
- Международна харта на физическото възпитание и спорта – 21 ноември 1978
- Декларация за раса и расови предразсъдъци – 27 ноември 1978
- Декларация за основните принципи относно приноса на средствата за масово осведомяване за укрепване на мира и международно сътрудничество, за насърчаване на правата на човека и противодействие на расизъм, апартейд и подбуждането към война – 28 ноември 1978
- Декларация на Ръководните принципи за използване на спътниковото излъчване за свободния поток на информация, разпространяването на образованието и Велика културен обмен – 15 ноември 1972
- Декларацията за принципите на международното културно сътрудничество – 4 ноември 1966

## Организационна структура на ЮНЕСКО
Органи на ЮНЕСКО са Генералната конференция, изпълнителен съвет и генералният директор, който е начело на секретариата.
Генерална конференция
Генералната конференция е върховният орган на ЮНЕСКО за вземане на решения и ръководство. От 1954 г. тя се състои редовно на всеки две години. В Генералната конференция се прилага принципът „една държава – един глас“. Този принцип се прилага също и в по-голямата част от други специализирани агенции и общото събрание на ООН.
Генералната конференция е единственият орган с право да взима решения, защото той определя целите и основните насоки на работата на организацията и взема решения за програмите, поставени от изпълнителния съвет. Определя политическите цели и директивата за действие след дискусия между страните членки въз основа на двугодишна работна програма, представена от секретариата.
Освен това Генералната конференция свиква международни конференции, приема международните препоръки или споразумения и обсъжда докладите на държавите членки на Организацията върху мерки за изпълнение на препоръките и конвенции.
Генералната конференция избира членовете на Изпълнителния съвет за един четиригодишен мандат. От 1995 г. Изпълнителният съвет се състои от 58 членове и се събира обикновено два пъти годишно.
Изпълнителен съвет
Изпълнителеният съвет е съединителната връзка между Генералната конференция и секретариата. Отговорен е за изготване на дневения ред на Генералната конференция, проверката на работна програма и съответния финансов план, както и за надзора върху секретариата при изпълнение на работната програма. Относно състава на изпълнителния съвет може да се констатира едно увеличаване на „одържавяването“ през последните 50 години. До 1954 г. членовете са били приемани като физически лица – избирани са представители на духовния живот, които действат в името на Генералната конференция. С предложение на Съединените щати и Обединеното кралство представителите вече не са независими, а също така са и политически личности, които представляват държавата членка, от която идват. Освен това от 1976 г. правителствата могат да освобождават и заместват представителите си преди изтичането на четиригодишен им мандат, независимо от тяхното съгласие. Според член V параграф 2 (б) от Устава на ЮНЕСКО се избират такива личности, които имат необходимия опит и умения за изпълнение на административните и изпълнителните задължения на Съвета.
| Мандат    | група I (9 места)                                                    | група II (7 места)               | група III (10 места)                                                                    | група IV (12 места)                                        | група V(a) (14 места)                                                 | група V(b) (6 места)             |
| --------- | -------------------------------------------------------------------- | -------------------------------- | --------------------------------------------------------------------------------------- | ---------------------------------------------------------- | --------------------------------------------------------------------- | -------------------------------- |
| 2016 – 19 | Франция Гърция Италия Испания Обединеното кралство Съединените щати  | Литва Русия Сърбия Словения      | Бразилия Хаити Мексико Никарагуа Парагвай                                               | Иран Малайзия Пакистан Южна Корея Шри Ланка Виетнам        | Камерун Бряг на слоновата кост Гана Кения Нигерия Сенегал Южна Африка | Ливан Оман Катар                 |
| 2014 – 17 | Германия Холандия Швеция                                             | Албания Естония Украйна          | Аржентина Белиз Доминиканска република Ел Салвадор Сейнт Китс и Невис Тринидад и Тобаго | Бангладеш Народна република Китай Индия Непал Туркменистан | Чад Гвинея Мавриций Мозамбик Того Уганда                              | Алжир Египет Кувейт Мароко       |
| 2012 – 15 | Австрия Франция Италия Испания Обединеното кралство Съединените щати | Чехия Черна гора Русия Македония | Бразилия Куба Еквадор Мексико                                                           | Афганистан Индонезия Папуа Нова Гвинея Южна Корея Тайланд  | Ангола Етиопия Габон Гамбия Малави Мали Намибия Нигерия               | Тунис Обединени арабски емирства |

Секретариат
Секретариатът е съставен от няколко отдели. В седалището му, което се намира в Париж, работят около 2100 служители от около 170 нации. Още 700 служители работят в 58 представителства в други населени места по целия свят.
Секретариатът се ръководи от генерален директор, който се избира по предложение на Изпълнителния съвет на Генералната конференция за четиригодишен мандат. Директорът участва в заседанията на Генералната конференция, на Изпълнителния съвет и в комисиите, без да има право на глас и изготвя отчети за дейността на организацията.
Национални комисии
Националните комисии на ЮНЕСКО не са органи на ЮНЕСКО, но според Устава на ЮНЕСКО те се разполагат във всяка държава членка. Съществуващите национални комисии са създадени за осъществяване на връзка между работата на ЮНЕСКО и институциите на държавите, които се занимават с образование, наука и култура.

## Генерални директори
| #   | Генерален директор | Мандат          | Държава        |
| --- | ------------------ | --------------- | -------------- |
| 1.  | Джулиън Хъксли     | 1946 – 1948     | Великобритания |
| 2.  | Хайме Торес Бодет  | 1948 – 1952     | Мексико        |
| 3.  | Джон Тейлър        | 1952 – 1953     | САЩ            |
| 4.  | Лутър Евънс        | 1953 – 1958     | САЩ            |
| 5.  | Виторино Веронезе  | 1958 – 1961     | Италия         |
| 6.  | Рене Мею           | 1961 – 1974     | Франция        |
| 7.  | Амаду-Махтар М'Боу | 1974 – 1987     | Сенегал        |
| 8.  | Федерико Майор     | 1987 – 1999     | Испания        |
| 9.  | Коичиро Мацура     | 1999 – 2009     | Япония         |
| 10. | Ирина Бокова       | 2009 – 2017     | България       |
| 11. | Одре Азуле         | 2017 – настояще | Франция        |

## Филателия и нумизматика
ЮНЕСКО има две серии медали от злато, сребро и бронз. Първата серия е посветена на уникални паметници на световното наследство, които са под заплахата от унищожение или се нуждаят от специално внимание. Втората серия е посветена на видни личности и исторически дати. С редки изключения, с изработката на медалите се занимава парижкият Монетен двор. Продажбата им се осъществява само в сувенирния магазин на седалището на организацията. От 1966 г. са пуснати 55 възпоменателни медала.
От 1961 г. френските пощи стартират пускането на служебни марки за нуждите на ЮНЕСКО. След 1980 г. върху марките, освен надписите, се появяват и обекти на световното наследство. Марките се пускат с обозначение на номинала във френски франкове. По-късно пощенската администрация на ООН пуска номинали в евро и швейцарски франкове.
През 50-те и 60-те години на 20 век ЮНЕСКО пуска марки с подаръчен характер. Първите марки са с червен цвят на номинала от 25 цента, с изображение на щаб-квартирата на ООН в Ню Йорк, пуснати са в обращение през 1951 г. и се продават в американските училища. През 1952 г. са отпечатани сини марки за Франция и виолетови – за Великобритания, а по-късно и за Австралия. На следващата година се появяват канадски, шведски, датски, японски, немски и американски марки. От 1954 г. се появяват международни буклети. Общо са пуснати около 60 марки.
На организацията и обектите на световното наследство са посветени множество марки на най-различни страни, както и на Организацията на обединените нации.
- Пощенски марки, посветени на ЮНЕСКО
- Украйна (1996): 50-годишнина на ЮНЕСКО
- Украйна (2004): 50-годишнина от членството на страната в ЮНЕСКО
- Издание на пощенската администрация на ООН, 3 цента
- Също, 8 цента

- Паметници на световното наследство на ЮНЕСКО на пощенски марки на Германия
- Долината на горен Среден Рейн (на немски: Oberes Mittelrheintal; 2006). Специално издание – (2007)

## Последни новини
Единственият български град–паметник в списъците на световното културно-историческо наследство – Несебър ще се кандидатира за домакин на XII световен конгрес на ЮНЕСКО за защитените градове-паметници.
ЮНЕСКО ще реши в скоро време дали Белоградчишките скали да получат статут на европейски геопарк и да бъдат включени в глобалната мрежа на ЮНЕСКО от геопаркове. Според дефиницията на ЮНЕСКО геопаркът е територия, състояща се от един или повече обекти с научно значение от геоложка, археологическа, екологична и културна стойност. Геопаркът трябва да има план за управление, така че да стимулира устойчив социално-икономически растеж, свързан основно с геотуризма. Той трябва да демонстрира методи за опазване и популяризиране на геоложкото наследство и да предоставя възможност за изучаване на геоложки и други природни науки. В 13 страни в Европа има 34 геопарка, като четири от тях са на Балканския полуостров – два в Гърция и по един в Румъния и Хърватия. Геопарковете имат редица предимства. Те са територия, на която геоложкото наследство на Земята е защитено и се управлява по устойчив начин. Идеята на ЮНЕСКО е да създаде до 500 геопарка по света.
В края на октомври 2011 г. Палестина става член на ЮНЕСКО след гласуване, в което 107 страни-членки гласуват „за“, 14 гласуват „против“ и 52 се въздържат от гласуване. Сред гласувалите против са Австралия, Канада, Германия, Израел, Швеция, САЩ и др., сред въздържалите се са България, Великобритания, Япония, Румъния и др. Сред гласувалите в подкрепа са Бразилия, Индия, Китай, Гърция, Франция, Русия, Сърбия, Испания, Турция и др. Закон на САЩ, приет през 1990 г. с цел да се избегне такава ситуация, забраняват на страната да финансира организация на ООН която приеме не-държава като пълноправен член, вследствие на което САЩ не може да прави членските си вноски, които дават 22% от бюджета на организацията. Отговорът на Израел е решение за строителство на 2000 нови домове за израелски преселници в палестинските територии, временно блокиране на средствата които събира за палестинското правителство и забрана на мисии на ЮНЕСКО в Израел.